# Lista de grupos de ídolos da Coreia do Sul (década de 1990)
Esta é uma lista de grupos de ídolos sul-coreanos que estrearam na década de 1990. Somente os artigos que constam na Wikipédia.

## 1992
- Seo Taiji and Boys

## 1993
- Deux

## 1996
- H.O.T.[1]

## 1997
- NRG
- Baby V.O.X.
- Jaurim
- Jinusean
- Sechs Kies
- S.E.S.

## 1998
- 1TYM
- Fin.K.L
- Shinhwa

## 1999
- As One
- Fly to the Sky